# Пасяковка
Пася́ковка (рос. Пасяковка, башк. Пасяковка) — присілок у складі Чишминського району Башкортостану, Росія. Входить до складу Шингак-Кульської сільської ради.
Населення — 28 осіб (2010; 28 в 2002).
Національний склад:
- росіяни — 43 %
- українці — 28 %